# Ісламей (фантазія)
Ісламей: Східна фантазія, тв. 19 — фортеп'янний твір російського композитора М. А. Балакірєва, написаний в серпні-вересні 1869 року.

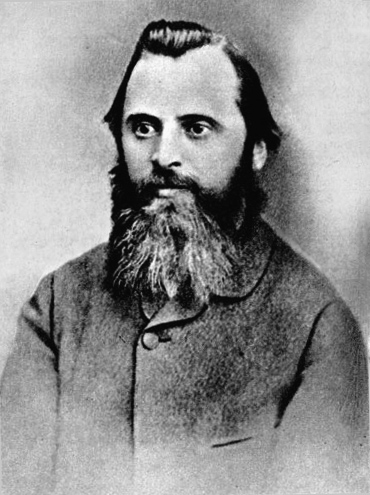
Милий Олексійович Балакірєв

## Історія створення
На творчість Балакірєва мали великий вплив традиції російського народу, він надихнувся поїздками на Кавказ і місцевою культурою, в результаті чого вирішив написати фортеп'янну фантазію "Ісламей" на мотив традиційної кавказької танцювальної мелодії:
П'єса ця випадково задумана на Кавказі, куди мені довелося їздити три літа поспіль в кінці 60-х років. Цікавлячись тамтешньою народною музикою, я познайомився з одним князем, який часто приходив до мене і грав на своєму інструменті, трохи схожому на скрипку, народні мелодії. Одна з них, танцювальна, так звана «Ісламей», мені надзвичайно сподобалася ... (лист пропагандистові російської музики Е. Рейссу, 1892 рік)
Написано твір було протягом місяця (початок серпня - кінець вересня) в 1869 році в Санкт-Петербурзі. У 1902 році Балакірєв трохи переглянув свій твір і розділив його на 3 частини.

## Опис
"Ісламей" складається з трьох частин
1. Allegro agitato — вступна, введення головної теми;
2. Tranquillo — Andantino espressivo — поява повністю нової теми;
3. Allegro vivo — Presto furioso — повернення до головної теми.

Твір включає в себе велику кількість технічно складних пасажів — саме це зробило його популярним серед піаністів-віртуозів, таких як Микола Рубінштейн, Ференц Ліст, Симон Барер, Михайло Плетньов, Борис Березовський та ін. Сам Балакірєв, що вважався талановитим піаністом, стверджував, що з багатьма пасажами своєї фантазії він "не може впоратися".

## Вплив
Технічна складність "Ісламея" сильно вплинула на фортеп'янну музику. При написанні сюїти "Нічний Гаспар" Моріс Равель відзначав, що хоче написати твір складніший, ніж "Ісламей". Фантазія була двічі оркестрована: Альфредо Казеллою, незадовго до смерті Балакірєва, і Сергієм Ляпуновим.
Ісламей  — черкеський народний танець. Танцювальна мелодія виконується на гармоні, скрипці і в супроводі пхацика (тріскачка з 4-5 дерев'яних пластинок).

## Звукозаписи
Найвідоміші звукозаписи твори Балакірєва: Симон Барер (1947 APR), Володимир Горовіц (1950, Sony/BMG), Еміль Гілельс (1951, DOREMI), Джуліус Катч (1958, Decca), Дьордь Цифра (1957 & 1970, EMI), Борис Березовський (1996, Teldec), Михайло Плетньов (2000, DG).